# Salyan (Solukhumbu)
Pour les articles homonymes, voir Salyan.
Salyan (en népalais : सल्यान) est un comité de développement villageois du Népal situé dans le district de Solukhumbu. Au recensement de 2011, il comptait 5 065 habitants.